# Motril
Motril is een gemeente in de Spaanse provincie Granada in de regio Andalusië met een oppervlakte van 110 km². Motril telt 60.368 inwoners (1 januari 2016).
Koning Boudewijn van België had er een buitenverblijf en overleed er op 31 juli 1993.

## Demografische ontwikkeling
Bron: INE; 1857-2011: volkstellingen
Opm.: Aanhechting van Lobres (1845); Afstand van Lobres dat bij de gemeente Salobreña werd gevoegd (1877)

## Bekende inwoners van Motril

### Geboren
- José María Callejón (1987), voetballer

### Overleden
- Boudewijn (1930-1993), koning van België